# Goniocera io
Goniocera io là một loài ruồi trong họ Tachinidae.